# 遠野市
遠野市（日语：／ Tōno shi */?）是位於日本岩手縣東南部的市。轄區地處北上山地的中南部，當地人口則集中在以遠野站為中心的市中心。遠野市在江戶時代作為遠野南部氏的城下町與宿場町而繁榮。當地為日本民俗學之父柳田國男發表的傳說故事集「遠野物語」的故事舞台，並且以河童和座敷童子等傳說生物的民間傳說而聞名。而遠野市也是研究臺灣歷史及原住民等方面的人類學家伊能嘉矩的故鄉。

## 地理
遠野市內約87.9%的土地被山林與原野覆蓋，8.3%的土地則為農業用地。轄區地處北上山地的中南部，其周圍被海拔300至700公尺的高原包圍；境內最高峰則為坐落於北端，海拔1,917公尺的早池峰山。當地的市中心則坐落在位於轄區中央的遠野盆地內。發源自藥師岳的猿石川、早瀨川、小友川、宮守川、達曾部川等河在市內匯流並往西流。

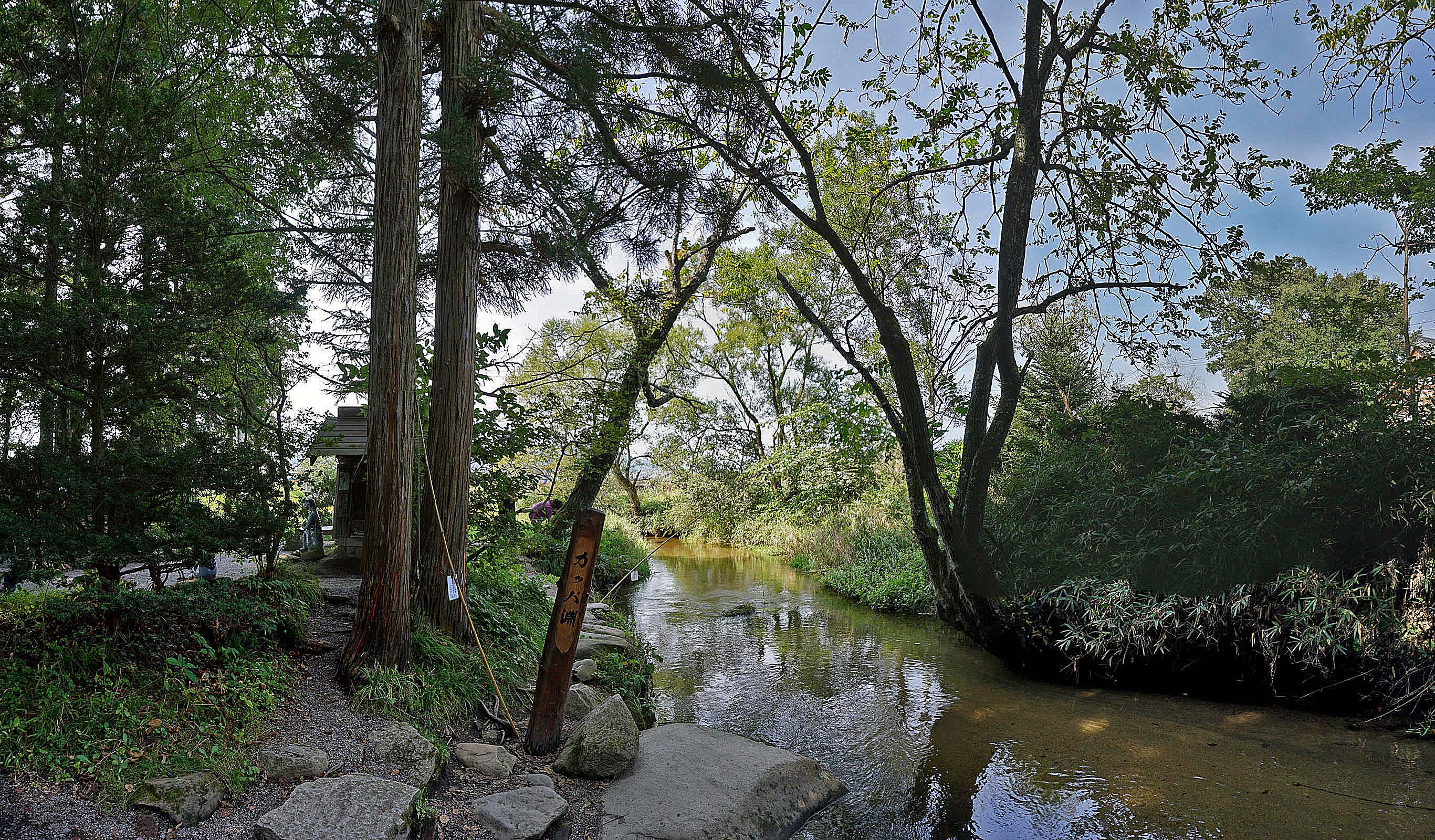
河童淵

### 氣候
由於遠野市地處盆地內，因此其氣溫差較縣內其他地區大。根據統計，2010年至2019年當地的年均溫為9.8℃，年均降雨量則為1147.9毫米。當地自11月中旬降下初雪，至1月上旬才形成根雪。降霜期則從10月上旬持續至隔年5月中旬。

## 歷史
遠野市自古時便有人類居住，市內曾發掘出屬於舊石器時代的金取遺跡，以及繩紋時代的權見現遺跡、綾織新田遺跡、張山遺跡等。其中綾織新田遺跡於近代被指定為日本的史跡。同時根據調查顯示，市內的蓬田遺跡為飛鳥時代的遺構，因此推測當地在古墳時代也存在著村落。
根據史書記載，遠野市在延曆19年（800年）左右是被稱為「閉伊」的蝦夷聚落所在地。平安時代，征夷大將軍坂上田村麻呂先後在陸奧國修築膽澤城與志波城，使遠野地區也納入大和王權的勢力範圍內。同時依據市內的高瀨Ⅰ遺跡中出土的土器顯示，遠野地區的一個地方勢力在9世紀左右被賜姓為「物部」，並且被納入律令制的行政機構中。之後當地陸續由安倍氏與奧州藤原氏統治。文治5年（1189年），阿曾沼廣綱因在奧州合戰立下戰功，而被源賴朝授予遠野保（遠野十二鄉）的地頭一職。阿曾沼氏在現今的松崎地區興建橫田城作為居城，並統治當地約400多年。戰國時代的天正年間，阿曾沼廣鄉將根據地遷移至鍋倉山並興建鍋倉城，而鍋倉城也因阿曾沼氏的舊居城之名而被稱作橫田城。

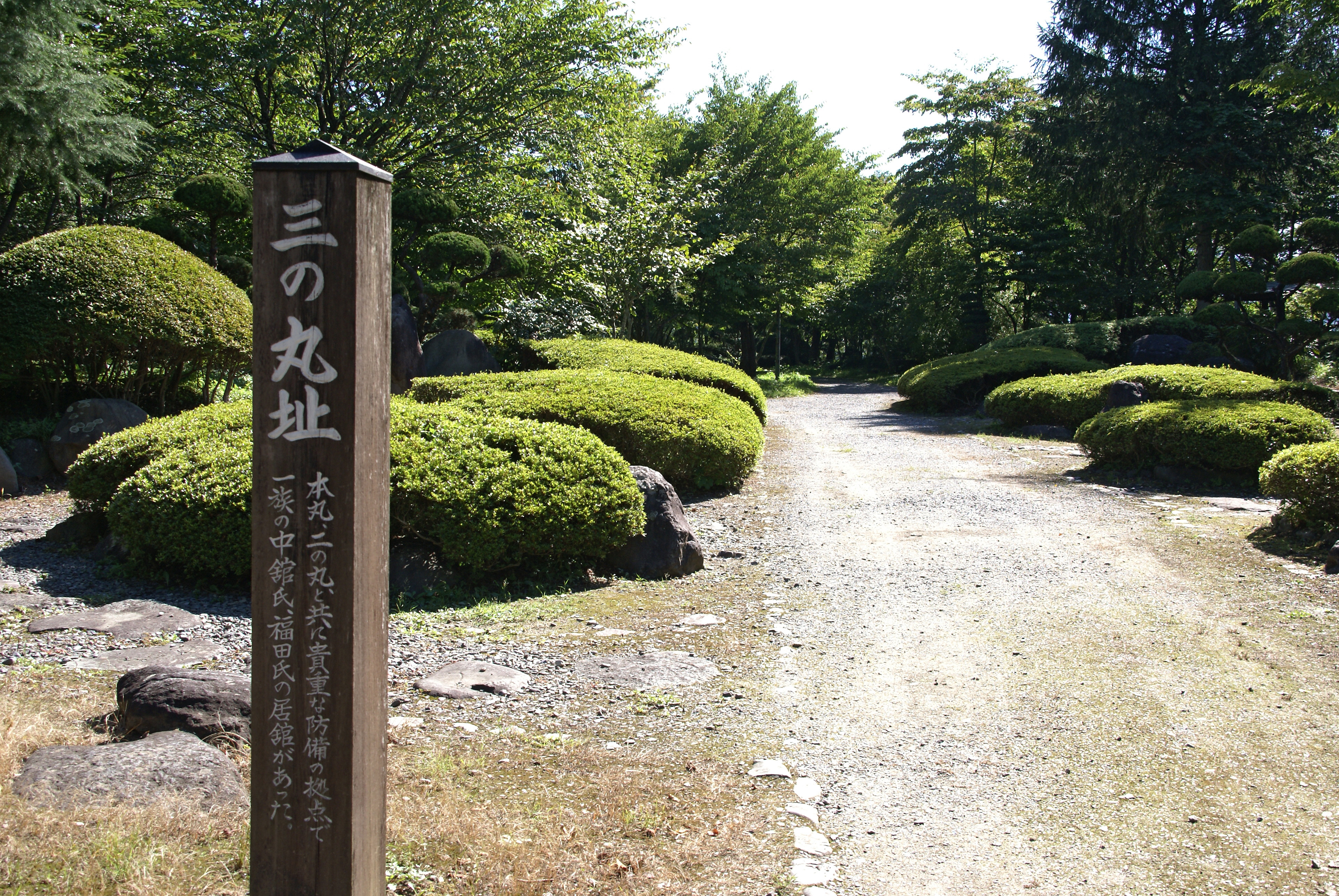
鍋倉公園內的鍋倉城三之丸遺址

慶長5年（1600年），阿曾沼廣長出陣支援出羽國的最上義光，但因阿曾沼氏一族的鱒澤廣勝等人的背叛而失去其領地，並逃亡至氣仙郡的世田米地區（現住田町），當地則改由建立盛岡藩的南部利直統領。寬永4年（1627年），南部利直令根城南部氏（八戶氏）的八戶直義移封至遠野的鍋倉城共1萬2千5百石，遠野地區因此作為八戶氏（遠野南部氏）的城下町而發展。而由於當地為許多街道的交會處，如大槌街道、遠野街道、釜石街道等，因此遠野也作為連接盛岡藩沿海與內陸地區的宿場町而相當繁榮。明治43年（1910年），被譽為日本民俗學之父的柳田國男經過訪談與考察後發表傳說故事集「遠野物語」，書中收錄河童和座敷童子等傳說生物的民間傳說，並為日本的民俗學研究奠定基礎。
明治22年（1889年），日本實施町村制，並在境內設置共1町10村。昭和29年（1954年）12月1日，遠野町與綾織村、小友村、附馬牛村、松崎村、土淵村、青笹村與上鄉村合併成遠野市。昭和30年（1955年）2月11日，宮守村與達曾部村和鱒澤村進行合併。平成17年（2005年）10月1日，遠野市與宮守村合併，形成現今的遠野市。
2003年5月26日的三陸南地震在遠野市的宮守地區引發震度5強的地震。2011年3月11日的日本東北地方太平洋近海地震則在遠野市引發震度5強的地震，並造成391戶住宅部分毀損，當地的受損總額達到約32億日圓。

## 行政
現任市長多田一彥於2021年10月在選舉中當選，其任期將持續至2025年10月。

## 經濟
根據日本2015年的國勢調查統計，遠野市的就業人口中有18.5%從事第一級產業，31%的就業人口從事第二級產業，其餘的50.5%則從事第三級產業。當地的農業以複合式經營為中心，除種植水稻外也生產畜產、花卉、非食用農作物等，但近年來面臨農業就業人口高齡化與勞動力短缺等問題。
由於遠野市內擁有許多自然景觀，加上當地以河童和座敷童子等傳說生物的民間傳說而聞名，因此吸引許多遊客前來。根據統計，2015年至2019年遠野市每年約有163萬至180萬名遊客到訪，2020年則受到嚴重特殊傳染性肺炎疫情的影響下滑至111.4萬名。

## 教育
遠野市內共有11所小學校、3所中學校以及2所高等學校。根據2023年5月統的計，當地共有973名小學生、576名中學生與417名高等學校的學生。

## 交通
釜石自動車道與國道283號以並行的方式橫貫遠野市，國道107號穿越轄區西南部的鱒澤與小友地區，國道340號通過轄區東部，國道396號則行經遠野市西部的綾織與達曾部地區。而釜石自動車道由東往西設置遠野住田交流道、遠野交流道與宮守交流道。鐵路方面，東日本旅客鐵道的釜石線通過遠野市，並由東南往西設置足瀨站、岩手上鄉站、遠野站、岩手二日町站、柏木平站、宮守站、岩根橋站等共12座車站。市內除遠野站外皆為無人車站。

## 姊妹城市
遠野市與以下日本行政區為友好姐妹城市:
| 市町村   | 都道府縣 | 締結日期      |
| -------- | -------- | ------------- |
| 三鷹市   | 東京都   | 1989年8月27日 |
| 武藏野市 | 東京都   | 1991年8月9日  |
| 菊池市   | 熊本縣   | 1998年8月1日  |
| 西米良村 | 宮崎縣   | 2006年10月1日 |
| 大府市   | 愛知縣   | 2010年10月1日 |
| 福崎町   | 兵庫縣   | 2014年8月23日 |

遠野市與以下外國行政區為友好城市:
| 國家   | 城市                           | 締結日期      |
| ------ | ------------------------------ | ------------- |
| 義大利 | 薩萊諾（坎帕尼亞大區薩萊諾省） | 1984年8月8日  |
| 美国   | 查塔努加（田納西州）           | 2017年9月15日 |

## 外部連結
- 國土地理院地形閱覽系統 （页面存档备份，存于）
- 國土地理院地形閱覽系統 1:25000 遠野（西北） （页面存档备份，存于）